# 彼女と俺と恋人と。
『彼女と俺と恋人と。』（かのじょとおれとこいびとと。）は、PULLTOP LATTEより2012年12月14日に発売された美少女アドベンチャーゲームである。略称は「ととと」。
2014年10月31日には、『恋する夏のラストリゾート』との合同ファンディスク『彼女と俺と、恋するリゾート』（かのじょとおれと、こいするリゾート）、および本作品・『恋する夏のラストリゾート』・ファンディスクをセットにした『PULLTOP LATTE 彼女と恋する3ピースパック』が発売された。
2020年7月31日発売の『彼女と俺と恋人と。 美萩野綾乃 抱き枕カバー』には ミニFDが付属する。

## 概要
PULLTOPの姉妹ブランド・PULLTOP LATTEのブランドデビュー作。PULLTOPよりも尖った、ターゲットを絞った作品企画として、PULLTOP LATTEの設立と表裏一体に制作が始まった。主人公と彼女が「付き合い始めた後」を「同棲」というわかりやすい形で描き、さらに他のヒロインが絡む珍しい作品になっている。
合同ファンディスク『彼女と俺と、恋するリゾート』は内部で2作品のサイドに分かれており、本作品のサイドでは南国のリゾートを舞台に、本編のヒロインとのアフターストーリーやアナザーストーリーが展開する。
『彼女と俺と恋人と。』初回特典として、松上すすきルートを追加する「お兄ちゃんじゃないとダメなのパッチ」が2013年2月28日までの期間限定でダウンロード配布された。パッチの配布自体は終了しているが、『彼女と恋する3ピースパック』ではあらかじめパッチ適用済みとなっている。

## ストーリー

### 本編
松上遥人は平凡な大学1年生。そろそろ春休みのある日、車に轢かれそうになった綾乃をかばい、代わりに怪我を負って入院してしまう。綾乃は入院中の遥人を親身に世話し、退院後も遥人の下宿・陣富荘（じんぶそう）へ通うようになる。やがて遥人の怪我は完治したが、もはや離れられなくなった綾乃は遥人の部屋へ押しかけ、晴れて恋人同士となった2人は同棲生活へ。そして遥人の幼なじみ・優子、綾乃の親友・つくしや妹・小乃花なども交えて、ドタバタの毎日が始まる。

### ファンディスク
遥人と綾乃が同棲を始めてから半年後の夏休み、綾乃の父のつての招待で、陣富荘のメンバーは南の島「ローズマリー・アイランド・リゾート」へ遊びに来る。

## 登場人物

### 主人公
松上 遥人（まつがみ はると）
大学1年生。実家を離れて陣富荘で一人暮らし。勉強も家事もそこそこ真面目で、管理人の千景にも信用されている。嘘やお世辞が苦手で、飾らない優しい性格。家族思いで、時々遊びに来る妹のすすきをかわいがっている。
交通事故から助けたのをきっかけに綾乃と同棲することになり、新しい生活に戸惑いつつも、献身的なお嬢様の綾乃に釣り合う人間になりたいと考えている。

### ヒロイン
美萩野 綾乃（みはぎの あやの）
声 - 奏雨
知徳学院3年。交通事故に遭いそうな所を遥人に助けられ、それをきっかけに遥人の世話をするようになった。県内でも有名なお嬢様学校・知徳学院をもうすぐ卒業予定。おしとやかで責任感が強く、料理や家事は得意なものの、常識や考え方が少しずれている。春休みに友達と卒業旅行へ行くはずだったが、両親に初めて嘘をついて陣富荘へ押しかけ、遥人と同棲生活を始めた。
徳吉 優子（とくよし ゆうこ）
声 - 美月
知徳学院3年。「ハル兄」こと遥人とは幼なじみの腐れ縁。明るくサバサバした性格で、部活（英語部）の後輩達に慕われている。学院の特待生で、全国統一模試で上位一桁に入る成績。これまでずっと妹扱いされ、遥人への想いを言い出せずにいたが、綾乃の同棲を機に、自分も遥人と一緒にいたいと思うようになる。
白兎 つくし（はくと つくし）
声 - 百瀬ぽこ
知徳学院3年で、綾乃の親友。綾乃を溺愛していて、卒業旅行を途中で切り上げて陣富荘へやってきた。男嫌いで、「あんたは綾乃にふさわしくない」と遥人に突っかかってくるが、地獄突きをしては手を突き指し、綾乃に叱られては慌てて謝るなど、ドジばかりが目立つ。
小沢見 千景（こぞみ ちかげ）
声 - 遠野そよぎ
陣富荘の管理人。おっとりおだやかで優しく、遥人と綾乃の同棲も認めているが、酒が入ると艶めかしく積極的な性格に豹変するが、酔いがさめると全く記憶が無い。陣富荘は古い洋館で、共同の玄関と廊下の先に内鍵の各部屋（1LDK）がある。
美萩野 小乃花（みはぎの このか）
声 - 小倉結衣
綾乃の3つ下の妹。知徳学院のエスカレーター式の下部校へ通っている。おしゃまで人懐っこい。腹違いの姉妹だが綾乃を「理想の姉」と慕っている。姉の後を尾行して陣富荘へ辿りつき、その後もよく遊びに来ては遥人や綾乃をからかって楽しんでいる。

### サブヒロイン
松上 すすき（まつがみ すすき）
声 - 藤咲ウサ
遥人の妹。実家に住んでいるが、兄に会いたさによく陣富荘へ遊びに来る。人見知りで、遥人にベタベタに甘えていて、トイレについてきてもらったり、夜もベッドで一緒に寝たりしている。兄と結婚することを夢見ていたため綾乃の存在にショックを受けつつも、優しいお姉さんとして懐いている。
※初回限定版特典のダウンロードパッチを適用すると、攻略ルートが追加される。

### サブキャラクター
用瀬 簾（もちがせ すだれ）
声 - 海乃奏多
陣富荘で遥人の隣の部屋に住む社会人。外では仕事熱心だが家ではズボラで、酒好きでマイペース。よく遥人の部屋へ押しかけて呑んでおり、人が集まるとすぐ宴会を開きたがる。大人ぶって遥人やヒロイン達へ恋愛のアドバイスをしているが、実は一度も男性と付き合ったことが無い。

## スタッフ

### 本編（スタッフ）
（出典：）
- キャラクターデザイン・原画 - marui、のん
- シナリオ統括 - 北川晴
- シナリオ - なたけ、田中一郎
- グラフィックチーフ - Rけん
- 音楽：Peak A Soul+
- インプレッションムービー/オープニングムービー - はらだ
- サイト製作 - 床リンゴ
- ディレクター - さえきそれなり

### ファンディスク（スタッフ）
（出典：）
- 原画 - marui、のん、了藤誠仁、もっつん*
- シナリオ - 樹原新、北川晴、相良中通、田中一郎
- グラフィックチーフ - Rけん
- 音楽：Peak A Soul+
- サイト製作 - 床リンゴ
- ディレクター - さえきそれなり

## 主題歌

### 本編（主題歌）
オープニングテーマ「シアワセ定義」
作詞 - Duca / 作曲・編曲 - ANZIE / 歌：Duca
メインテーマ「愛しいキズナ」
作詞 - Duca / 作曲・編曲 - ANZIE / 歌：Duca
※ソフマップ購入特典のオリジナルサウンドトラック『In Our Living Room』に、両曲のフルバージョンが収録されている。

### ファンディスク（主題歌）
主題歌「シアワセsummer」
作詞 - Duca / 作曲・編曲 - ANZIE / 歌：Duca